# Ромодановский, Василий Иванович
Васи́лий Ива́нович Ромода́новский (1780, Москва — 25 октября 1830, Москва) — доктор медицины, писатель
, профессор патологии и терапии Московского университета.

## Биография
Василий Ромодановский родился в 1780 году в городе Москве; происходил из духовного звания и был сыном протоиерея Ивана Степановича Ромодановского.
Учился в Славяно-греко-латинской академии. Поступил на Медицинский факультет Московского университета (1804). Ученик Ф. Г. Политковского. За время обучения получил две серебряные медали и окончил курс Московского университета (1808) со степенью кандидата медицины. После окончания обучения поступил на службу помощником инспектора казённокоштных студентов университета.
В 1812 году защитил диссертацию «De regiminis lactationis» на степень доктора медицины и в августе того же года отправился, в должности инспектора студентов, вместе с последними, в Нижний Новгород, по возвращении откуда, в 1814 году назначен экстраординарным профессором университета по кафедре патологии и терапии Московского университета. Эту должность он занимал до самой своей смерти, читая, кроме указанных курсов, ещё диететику и общую патологию и терапию.
Диссертация Ромодановского на степень доктора медицины вышла под названием: «De regimine lactationis». Кроме этого труда известны следующие сочинения Ромодановского: «De usu et praestantia remediorum domesticorum», (1821) и «О пользе диететики», (1813). Первая из этих тем была им разработана для речи на торжественном собрании университета 1821 года и тогда же напечатана.
Ромодановский был в своё время известен в Москве, как искусный врач-практик, противник сложных и дорогих средств и лекарств, отличался редким бескорыстием.
Василий Иванович Ромодановский скончался 25 октября (6 ноября) 1830 года во время первой в России эпидемии холеры.